# 조상 (조선)
조상(趙鏛, 1704 ~ 1728)은 조선 후기의 문신이다. 본관은 순창이고, 자는 자상이다. 참판 수익의 현손으로, 할아버지는 정이고, 아버지는 진사 광규이며, 어머니는 이희년의 딸이다. 남인가문 출신이며, 여주에서 살았다. 1723년 중광문과에 병과로 급제한 뒤, 벼슬이 병조좌랑에 그쳤다. 그 후, 1728년 무신란때 주도적인 역할을 하여 처형당하였다.